# Necrobutcher
Jørn Stubberud (Norveška, 13. travnja 1968.) je norveški glazbenik, najpoznatiji kao basist norveškog black metal-sastava Mayhem, u kojem koristi pseudonim Necrobutcher. Jedan je od osnivača Mayhema, pored gitarista Euronymousa, bubnjara Manheima i pjevača Messiaha. Danas je jedini prvobitni član sastava, pošto su Messiah i Manheim napustili Mayhem još 1986. i 1988. godine, a Euronymous je ubijen 1993. godine. Također je svirao u drugim sastavima kao što su L.E.G.O., Kvikksølvguttene, Bloodthorn (gostujući glazbenik), i Checker Patrol.

## Mayhem
Necrobutcher je bio u sastavu od samog početka, točnije od 1984. godine, ali ga je napustio 1991. godine zbog međusobnih problema s gitaristom Euronymousom nakon samoubojstva tadašnjeg vokalista sastava Deada. Zamijenio ga je studijski basist Varg Vikernes, koji je ubio Euronymousa 1993. godine. Tijekom 1995. godine, Necrobutcher ponovno je okupio sastav, zajedno s bubnjarom Hellhammerom, pjevačem Maniacom i gitaristom Blasphemerom. Godine 2016., objavio je knjigu The Death Archives: Mayhem 1984–94. Jedini je prvobitni član Mayhema koji još svira u sastavu.
Njegovu knjigu The Death Archives: Mayhem 1984-94, objavila je Thurston Mooreva izdavačka kuća Ecstatic Peace Library.

## Diskografija
Albums
- De Mysteriis Dom Sathanas (1994.) (tekstovi)[6][7]
- Grand Declaration of War (2000.)
- Chimera (2004.)
- Ordo ad Chao (2007.)
- Esoteric Warfare (2014.)
- Daemon (2019.)

EP-ovi
- Deathcrush (1987.)
- Wolf's Lair Abyss (1997.)

Albumi uživo
- Live in Leipzig (1993.)
- Dawn of the Black Hearts (1995.)
- Mediolanum Capta Est (1999.)
- Live in Marseille (2001.)
- Live in Zeitz (2016.)
- De Mysteriis Dom Sathanas Alive (2016.)
- Live in Jessheim (2017.)
- Live in Sarpsborg (2017.)

## Knjige
- Stubberud, Jørn. The Death Archives: Mayhem 1984-94. London: Ecstatic Peace Library. ISBN 1-78760-129-3. OCLC

## Vanjske poveznice
- Mayhem na Myspaceu
- Necrobutcher u internetskoj bazi filmova IMDb-u (engl.)